# خولیو هورمیگا
خولیو هورمیگا (انگلیسی: Julio Hormiga؛ زادهٔ ۳۰ مارس ۱۹۸۵) بازیکن فوتبال اهل اسپانیا است.
از باشگاه‌هایی که در آن بازی کرده‌است می‌توان به باشگاه فوتبال اوئسکا و باشگاه ورزشی تنریف اشاره کرد.
وی همچنین در تیم ملی فوتبال زیر ۱۹ سال اسپانیا بازی کرده‌است.